# バーゲン・ストリート駅 (IRTイースタン・パークウェイ線)
バーゲン・ストリート駅（英語: Bergen Street）はニューヨーク市地下鉄IRTイースタン・パークウェイ線の駅である。ブルックリン区パーク・クロープのフラットブッシュ・アベニューとバーゲン・ストリートの交差点に位置し、2系統が終日、3系統が深夜を除く終日、4系統が深夜帯のみ停車する。

## 歴史
1920年10月10日、駅はIRTイースタン・パークウェイ線アトランティック・アベニュー-バークレイズ・センター駅 - フランクリン・アベニュー駅間でグランド・アーミー・プラザ駅とイースタン・パークウェイ-ブルックリン美術館駅と共に開業した。
1964年から1965年にかけてホーム有効長を1両あたり51フィート（15メートル）のIRT車10両編成に対応するために525フィート（160メートル）に延長した。

## 駅構造
| G  | 地上階                         | 出入口 |
| B1 | 相対式ホーム、右側の扉が開く。 | 相対式ホーム、右側の扉が開く。 |
| B1 | 北行緩行線                     | ← ウェイクフィールド-241丁目駅行き（アトランティック・アベニュー駅） ← ハーレム-148丁目駅行き（アトランティック・アベニュー駅） ← 深夜帯：ウッドローン駅行き（アトランティック・アベニュー駅）                                       |
| B1 | 壁                             | |
| B1 | 北行急行線                     | ← 深夜帯以外：通過 ← 通過 |
| B1 | ブライトン線北行               | ← 通過 |
| B1 | ブライトン線南行               | → 通過 → |
| B1 | 南行急行線                     | → 深夜帯以外：通過 → → 通過 → |
| B1 | 壁                             | |
| B1 | 南行緩行線                     | → フラットブッシュ・アベニュー-ブルックリン・カレッジ駅行き（グランド・アーミー・プラザ駅）→ ニューロッツ・アベニュー駅行き（グランド・アーミー・プラザ駅）→ 深夜帯：ニューロッツ・アベニュー駅行き（グランド・アーミー・プラザ駅）→ |
| B1 | 相対式ホーム、右側の扉が開く。 | |

駅は相対式ホーム2面と緩行線2線・急行線2線・BMTブライトン線南北線2線の2面6線の地下駅である。外側から緩行線・急行線・ブライトン線の順に並んでおり、緩行線と急行線の間には壁がある。なお、駅端でのみ壁に隙間がある。

### 出口

北行ホーム入口

改札口は各ホーム中央に位置し、改札内で南北ホーム間を行き来することはできない。北行ホーム側の改札口には回転式改札機が3つときっぷ売り場があり、フラットブッシュ・アベニューとバーゲン・ストリートの交差点へ階段2つと同交差点南東へ階段が1つ接続している。南行ホーム側の改札口には回転式改札機3つと出場専用回転式改札機が2つ、一部時間帯のみの出場専用回転式改札機が2つあり、フラットブッシュ・アベニューとバーゲン・ストリートの交差点北西へ階段1つと同交差点南西へ階段2つが接続している。